# Adelaide von Brabant
Adelaide von Brabant (auch Alix von Brabant, Alix von Löwen, Aleidis von Brabant, niederländisch Adelheid van Brabant; * um 1190; † zwischen 1261 und 1267) war durch Heirat zuerst von 1218 bis 1221 Gräfin von Looz, dann von 1225 bis 1246 Gräfin von Auvergne und schließlich ab 1260 bis zu ihrem Tod Gräfin von Boulogne.

## Leben
Adelaide war eine Tochter von Herzog Heinrich I. von Brabant und seiner Gattin Mathilde von Boulogne. Sie heiratete 1206 Arnold III., der 1218 nach dem Tod seines Bruders Ludwig II. neuer Graf von Looz wurde. Aus der Ehe gingen keine Kinder hervor. In einer Urkunde Arnolds aus dem Jahr 1218 wird auch Adelaide erwähnt, die hier zustimmt, dass ihr Gatte den Nonnen der Abtei Herckenrode das Patronat über die Kirche von Hasselt sowie bestimmte Fischereirechte gewährt. Im folgenden Jahr erklärte sie ebenfalls ihr Einverständnis mit einer Schenkung Arnolds an die Abtei Milen. 1221 verstarb der Graf von Looz, und Adelaide wird demgemäß in einem Dokument vom 6. Oktober 1223 als Witwe Arnolds angeführt.
In zweiter Ehe vermählte sich Adelaide mit Graf Guillaume X. von Auvergne († 1246). Ihre Hochzeit fand vor dem 3. Februar 1225 statt, da sie in einem auf diesen Tag datierten Dokument bereits als Gattin Guillaumes erscheint. In dieser Urkunde verzichtet Adelaide zusammen mit ihrem Gatten auf ihre möglichen Thronfolgerechte im Herzogtum Niederlothringen, die ihr als Tochter Heinrichs I. von Brabant zustanden. Dafür erhielt sie von ihrem Vater die Zusage für die Zahlung einer jährlichen Rente. Sie wird noch in drei weiteren Urkunden erwähnt, die vom 1. Dezember 1238, Januar 1245 und 9. Juli 1246 datieren.
Mit Guillaume X. hatte Adelaide sieben Kinder: .
- Robert V. († 11. Januar 1277), 1247 Graf von Auvergne, um 1265 Graf von Boulogne, ⚭ um 1245 Éléonore de Baffie
- Guy († Februar 1279), u. a. 1267 Erzbischof von Vienne
- Guillaume († vor 9. Dezember 1286), u. a. Propst zu Brügge
- Geoffroi († nach 1245)
- Henri (1245/56 bezeugt; † vor 1258)
- Marie († 19. Mai 1280); ⚭ (Ehevertrag 1238) Wouter VI. Berthout, Herr von Mechelen
- Mathilde († 20. August 1280), ⚭ Robert, Comte de Clermont

Nach dem Tod ihres zweiten Gemahls scheint Adelaide in ihre Heimat zurückgekehrt zu sein. Laut einem Dokument vom Februar 1247 hatte sie einen Streit mit Graf Arnold IV. von Looz und Chiny, dem Neffen und Nachfolger ihres ersten Gemahls, über die Rückgabe ihrer damaligen Mitgift, doch war sie bereit, sich einem diesbezüglichen Schiedsspruch Herzog Heinrichs II. von Brabant und Graf Ottos II. von Geldern zu unterwerfen. In dritter Ehe verheiratete sich Adelaide vor dem April 1251 mit Arnold II., Herr von Wezemaal in Brabant. In einer aus diesem Monat stammenden Urkunde trat sie u. a. mit Zustimmung ihres dritten Gatten ihre Rechte auf die Auvergne an ihren Sohn Robert ab. In ihrer Stellung als Witwe ihres ersten Gemahls bestätigte sie ferner im Dezember 1251 die Rechte der Abtei von Herckenrode. Aus ihrer dritten Ehe gingen ebenso wenig wie aus ihrer ersten Ehe Kinder hervor.
Als Mathilde von Dammartin, Gräfin von Boulogne, im Januar 1259 ohne Erben starb, gehörten Adelaide und ihre Geschwister zu den Erbberechtigten der Verstorbenen, da Adelaides Mutter die Schwester von Mathildes Mutter Ida war. Neben Adelaide besaßen also auch ihre Schwestern Maria und Mathilde sowie Herzog Heinrich III. von Brabant, der Sohn ihres verstorbenen Bruders Heinrich II., Erbrechte auf die Grafschaft Boulogne. Auf ebendiese Erbrechte verzichteten zunächst Maria im Februar 1259 und Adelaide im Juni 1260 zugunsten Herzog Heinrichs III. Als aber Adelaides Sohn Robert seine Rechte auf die Boulogne geltend machte, wurde der daraus entstandene Streit dahingehend entschieden, dass diese Grafschaft doch an Adelaide fallen sollte, wofür Graf Robert 40.000 Pariser Livres an Heinrich III. zu zahlen versprach. So war Adelaide noch für kurze Zeit bis zu ihrem zwischen 1261 und 1267 erfolgten Tod Gräfin von Boulogne, woraufhin ihr Sohn Robert dort die Herrschaft übernahm.